# Aloysius Fondong Abangalo
Aloysius Fondong Abangalo (Limbe, 5 de junho de 1973) é um clérigo camaronês e bispo católico romano de Mamfe.
Aloysius Fondong Abangalo estudou filosofia e teologia no seminário interdiocesano de Bamenda e recebeu o sacramento da ordenação para a diocese de Buéa em 20 de abril de 2006.
Depois de servir na pastoral paroquial em sua cidade natal, foi diretor do Colégio Nossa Senhora da Graça, em Muyuka, de 2007 a 2009. Em seguida, trabalhou como economista diocesano e membro do Colégio de Consultores até 2011. De 2011 a 2014 estudou na Université Catholique d’Afrique Centrale e obteve a licenciatura em direito canónico. De 2014 a 2019 foi professor no seminário interdiocesano de Bamenda e defensor do vínculo matrimonial no tribunal eclesial interdiocesano de Bamenda. A partir de 2019, concluiu o doutorado em direito canônico na Pontifícia Universidade Urbaniana de Roma.
Em 22 de fevereiro de 2022, o Papa Francisco nomeou-o Bispo de Mamfé. Recebeu a ordenação episcopal em 5 de maio do mesmo ano na catedral de Mamfé.